# Transfert à faible énergie

Un exemple de transfert à faible énergie vers la Lune
GRAIL-A
Lune
Terre

Un transfert à faible énergie, ou une trajectoire à faible énergie, est un moyen pour un véhicule spatial de changer d'orbite en utilisant significativement moins de carburant qu'un transfert traditionnel,. Ces transferts fonctionnent dans le système Terre-Lune ainsi que dans d'autres systèmes tel qu'entre les lunes de Jupiter. Ces trajectoires ont pour inconvénient de prendre plus de temps que les transferts qui utilisent plus d'énergie (plus de carburant), par exemple les transferts de Hohmann.
Les transferts à faible énergie sont aussi connus comme trajectoires à la limite faible de stabilité (en) et incluent les trajectoires de capture balistique.
Les transferts à faible énergie suivent des trajets spéciaux dans l'espace, le réseau de transport interplanétaire. On peut traverser des longues distances avec un petit Delta-v en suivant ces trajets.

## Exemples de missions
Ces missions ont utilisé, ou utilisent, de transferts à faible énergie :
- Hiten de la JAXA
- SMART-1 de l'ESA
- Genesis de la NASA[3].
- GRAIL de la NASA[4],[5].
- Danuri de la KARI[6]
- BepiColombo de l'ESA/JAXA[7]
- CAPSTONE de la NASA
- Hakuto-R Mission 1 d'ispace
- SLIM de la JAXA

Ces projets de missions pourraient utiliser des transferts à faible énergie :
- European Student Moon Orbiter (ESMO)
- Mars Direct

## Histoire
Les transferts à faible énergie ont été montré pour la première fois en 1991 par la sonde japonaise Hiten, qui était conçue pour passer près de la Lune sans y entrer en orbite. Le petit satellite Hagoromo fut détaché de Hiten lors du premier passage et est peut-être entré en orbite autour de la Lune avec succès, mais a souffert d'une défaillance de communication.
Lorsque Edward Belbruno (en) et James Miller du Jet Propulsion Laboratory apprirent la défaillance, ils aidèrent à sauver la mission en développant une trajectoire de capture balistique qui permit à Hiten elle-même d'entrer en orbite autour de la Lune. Cette trajectoire développée pour Hiten utilise la théorie de limite faible de stabilité et avait seulement besoin d'une petite perturbation dans l'orbite de passage elliptique, suffisamment petite pour les propulseurs du véhicule spatial. Cette route aboutit à ce que la sonde entra temporairement en orbite autour de la lune avec un bilan des modifications du vecteur vitesse de zéro, mais en prenant cinq mois au lieu des trois jours usuels avec le transfert de Hohmann.

## Économies de bilan des modifications du vecteur vitesse
Pour aller d'orbite terrestre basse en orbite lunaire, on économise 25% au bilan des modifications du vecteur vitesse comparé à la manœuvre rétrograde traditionnelle de l'injection trans-lunaire. Cela permet de doubler la charge utile.
Robert Farquhar a décrit une route de 9 jours d'orbite terrestre basse à une capture lunaire qui a besoin de 3.5 km/s. La route de Belbruno d'orbite terrestre basse a besoin de 3.1 km/s pour l'injection trans-lunaire, une économie de delta-v de 0.4 km/s. Par contre, cette dernière n'a pas besoin de manœuvres importantes une fois que le véhicule spatial a quitté l'orbite terrestre. Ceci peut-être avantageux d'un point de vue opérationnel si l'étage supérieur a un nombre d'allumages limités.
L'économie pour un rendez-vous avec les lunes de Mars et de 12% pour Phobos et de 20% pour Deimos. Seul un rendez-vous est pris pour cible parce que les pseudo-orbites stables autour des lunes de Mars ne passent que peu de temps à moins de 10 km de la surface.